# Musevski
Musevski je redkejši priimek v Sloveniji.

## Znani nosilci priimka
- Peter Musevski (*1965), dramski in filmski igralec